# Janina Woynarowska
Janina Woynarowska, née le 10 mai 1923 à Piwniczna en Pologne, morte le 24 novembre 1979 à Cracovie, est une infirmière polonaise, réputée pour sa sainteté. Elle est déclarée vénérable par le pape François.

## Biographie
Janina Woynarowska naît le 10 mai 1923, à Piwniczna en Pologne,. Sa mère étant morte du typhus, elle est adoptée par un médecin militaire, Kazimierz Witold Strzemię-Woynarowski, et par son épouse Maria Jadwiga, membre de la Société de Saint-Vincent-de-Paul.
Malade dans son enfance, Janina Woynarowska doit passer ses premières années d'école à la maison, avant de pouvoir être scolarisée normalement, jusqu'au début de la Seconde Guerre mondiale. Pendant la guerre, elle doit exécuter du travail forcé. Son père meurt peu après la guerre, en mai 1945.
Elle travaille dans une clinique, devient infirmière en 1946 et obtient son diplôme d'État en 1950. Elle reçoit plusieurs félicitations officielles et décorations pour son activité d'infirmière. Elle devient la présidente de la Société polonaise des soins infirmiers.
En parallèle, elle s'investit dans sa paroisse et anime un groupe féminin de prière. Elle écrit aussi de la poésie. Elle participe tous les matins à la messe et contemple longuement la croix du Christ. Elle écrit que « le Christ a pris la première place » dans sa vie.
En 1961, Janina Woynarowska entre à l'institut du Christ Rédempteur de l'homme, à Cracovie, et y prononce ses vœux religieux. Elle prononce ses vœux définitifs en 1966 devant l'archevêque Karol Wojtyła et le fondateur de son institut Witol Kacz.
Elle vend sa maison et s'installe en appartement. Elle participe au congrès international des instituts séculiers en 1976, au synode diocésain, et poursuit des études de psychologie et de philosophie chrétienne. Elle fonde le groupe paroissial de charité de la paroisse Saint-Nicolas, et anime avec des prêtres le centre de conseil familial. Elle est décrite comme ayant une forme de sainteté très discrète, dont seuls ceux qui la connaissent se rendent compte. Ses écrits ne sont pas destinés à la publication, elle range dans un tiroir ses poèmes ainsi que ses écrits théologiques et spirituels, qui ne seront publiés qu'après sa mort.
Elle meurt dans un accident de voiture le 24 novembre 1979. Ses obsèques sont célébrées par l'évêque auxiliaire Jan Pietraszko.

## Cause en béatification
La cause en béatification de Janina Woynarowska est ouverte sur la demande de l'institut du Christ rédempteur. Après l'enquête préliminaire, l'avis que rien ne s'oppose à cette cause est donné le 26 avril 1999. Le procès diocésain se déroule de juin 1999 à avril 2002. Le dossier est alors transmis à Rome, où la congrégation pour les causes des saints valide la procédure diocésaine puis mène sa propre procédure, qui aboutit le 21 mai 2022 à la reconnaissance par le pape François de l'héroïcité des vertus de Janina Woynarowska, ce qui la proclame vénérable.
Sa fête est le 24 novembre.